# Ulidiídeos
As Ulidiidae (anteriormente Otitidae) ou moscas de asas pintadas são uma grande e diversificada família de moscas cosmopolitas (da ordem Diptera) e, como em famílias afins, a maioria das espécies é herbívora ou detritívora. Elas são, muitas vezes, conhecidas como moscas de asas de imagem, juntamente com membros de outras famílias da superfamília Tephritidae que têm padrões de bandas ou manchas nas asas. 
Algumas espécies compartilham com os Tephritidae uma projeção póstero-oval alongada incomum da célula anal na asa, mas podem ser diferenciadas pela veia subcostal suavemente curva. Duas espécies, Tetanops myopaeformis e Euxesta stigmatias, são pragas agrícolas.
As Ulidiidae estão divididas em duas subfamílias:
- Otitinae, descoberta por John Merton Aldrich em 1932.
- Ulidiinae, descoberta por Justin Pierre Marie Macquart em 1835.